# Jean-Antoine Girard
Jean Antoine Girard est un homme politique français né et mort à une date inconnue.

## Biographie
Consul de France dans plusieurs pays étrangers, il s'installe comme négociant à Toulouse et devient député de la Haute-Garonne de 1791 à 1792.

## Sources
- « Jean-Antoine Girard », dans Adolphe Robert et Gaston Cougny, Dictionnaire des parlementaires français, Edgar Bourloton, 1889-1891 [détail de l’édition]